# Ökölvívás a 2008. évi nyári olimpiai játékokon
A 2008. évi nyári olimpiai játékokon az ökölvívásban 11 súlycsoportban avattak olimpiai bajnokot. A küzdelmek egyenes kieséses rendszerben zajlottak, és mindkét elődöntő vesztese bronzérmet kapott. A legtechnikásabb ökölvívónak járó Val Barker-díjat az ukrán Vaszil Lomacsenko kapta.

## Éremtáblázat
(A rendező ország csapata eltérő háttérszínnel, az egyes számoszlopok legmagasabb értéke vagy értékei vastagítással kiemelve.)
| A 2008. évi nyári olimpiai játékok éremtáblázata ökölvívásban | A 2008. évi nyári olimpiai játékok éremtáblázata ökölvívásban | A 2008. évi nyári olimpiai játékok éremtáblázata ökölvívásban | A 2008. évi nyári olimpiai játékok éremtáblázata ökölvívásban | A 2008. évi nyári olimpiai játékok éremtáblázata ökölvívásban | Olimpia  |
| ------------------------------------------------------------- | ------------------------------------------------------------- | ------------------------------------------------------------- | ------------------------------------------------------------- | ------------------------------------------------------------- | -------- |
|                                                               | Ország                                                        | Arany                                                         | Ezüst                                                         | Bronz                                                         | Összesen |
| 1.                                                            | Kína (CHN)                                                    | 2                                                             | 1                                                             | 1                                                             | 4        |
| 2.                                                            | Oroszország (RUS)                                             | 2                                                             | 0                                                             | 1                                                             | 3        |
| 3.                                                            | Olaszország (ITA)                                             | 1                                                             | 1                                                             | 1                                                             | 3        |
| 4.                                                            | Mongólia (MGL)                                                | 1                                                             | 1                                                             | 0                                                             | 2        |
| 4.                                                            | Thaiföld (THA)                                                | 1                                                             | 1                                                             | 0                                                             | 2        |
| 6.                                                            | Nagy-Britannia (GBR)                                          | 1                                                             | 0                                                             | 2                                                             | 3        |
| 7.                                                            | Kazahsztán (KAZ)                                              | 1                                                             | 0                                                             | 1                                                             | 2        |
| 7.                                                            | Ukrajna (UKR)                                                 | 1                                                             | 0                                                             | 1                                                             | 2        |
| 9.                                                            | Dominikai Köztársaság (DOM)                                   | 1                                                             | 0                                                             | 0                                                             | 1        |
|                                                               |                                                               |                                                               |                                                               |                                                               |          |
| 10.                                                           | Kuba (CUB)                                                    | 0                                                             | 4                                                             | 4                                                             | 8        |
| 11.                                                           | Franciaország (FRA)                                           | 0                                                             | 2                                                             | 1                                                             | 3        |
| 12.                                                           | Írország (IRL)                                                | 0                                                             | 1                                                             | 2                                                             | 3        |
|                                                               |                                                               |                                                               |                                                               |                                                               |          |
| 13.                                                           | Örményország (ARM)                                            | 0                                                             | 0                                                             | 1                                                             | 1        |
| 13.                                                           | Azerbajdzsán (AZE)                                            | 0                                                             | 0                                                             | 1                                                             | 1        |
| 13.                                                           | India (IND)                                                   | 0                                                             | 0                                                             | 1                                                             | 1        |
| 13.                                                           | Dél-Korea (KOR)                                               | 0                                                             | 0                                                             | 1                                                             | 1        |
| 13.                                                           | Moldova (MDA)                                                 | 0                                                             | 0                                                             | 1                                                             | 1        |
| 13.                                                           | Mauritius (MRI)                                               | 0                                                             | 0                                                             | 1                                                             | 1        |
| 13.                                                           | Törökország (TUR)                                             | 0                                                             | 0                                                             | 1                                                             | 1        |
| 13.                                                           | Egyesült Államok (USA)                                        | 0                                                             | 0                                                             | 1                                                             | 1        |
|                                                               |                                                               |                                                               |                                                               |                                                               |          |
| Összesen                                                      | Összesen                                                      | 11                                                            | 11                                                            | 22                                                            | 44       |

## Érmesek
| A 2008. évi nyári olimpiai játékok érmesei ökölvívásban |                                                 |                                           |                                             |
| Versenyszám                                             | Arany                                           | Ezüst                                     | Bronz                                       |
| Szupernehézsúly                                         | Roberto Cammarelle · Olaszország (ITA)          | Csang Cse-lej (Zhang Zhilei) · Kína (CHN) | Vjacseszlav Hlazkov · Ukrajna (UKR)         |
| Szupernehézsúly                                         | Roberto Cammarelle · Olaszország (ITA)          | Csang Cse-lej (Zhang Zhilei) · Kína (CHN) | David Price · Nagy-Britannia (GBR)          |
| Nehézsúly                                               | Rahim Csahkijev · Oroszország (RUS)             | Clemente Russo · Olaszország (ITA)        | Osmay Acosta · Kuba (CUB)                   |
| Nehézsúly                                               | Rahim Csahkijev · Oroszország (RUS)             | Clemente Russo · Olaszország (ITA)        | Deontay Wilder · Egyesült Államok (USA)     |
| Félnehézsúly                                            | Csang Hsziao-ping (Zhang Xiaoping) · Kína (CHN) | Kenneth Egan · Írország (IRL)             | Tony Jeffries · Nagy-Britannia (GBR)        |
| Félnehézsúly                                            | Csang Hsziao-ping (Zhang Xiaoping) · Kína (CHN) | Kenneth Egan · Írország (IRL)             | Jerkebulan Sinalijev · Kazahsztán (KAZ)     |
| Középsúly                                               | James DeGale · Nagy-Britannia (GBR)             | Emilio Correa · Kuba (CUB)                | Darren Sutherland · Írország (IRL)          |
| Középsúly                                               | James DeGale · Nagy-Britannia (GBR)             | Emilio Correa · Kuba (CUB)                | Vidzsender Szingh · India (IND)             |
| Váltósúly                                               | Bakit Szarszekbajev · Kazahsztán (KAZ)          | Carlos Banteaux · Kuba (CUB)              | Hanati Szelamu (Hanati Silamu) · Kína (CHN) |
| Váltósúly                                               | Bakit Szarszekbajev · Kazahsztán (KAZ)          | Carlos Banteaux · Kuba (CUB)              | Kim Dzsongdzsu · Dél-Korea (KOR)            |
| Kisváltósúly                                            | Félix Díaz · Dominikai Köztársaság (DOM)        | Manat Buncsamnong · Thaiföld (THA)        | Roniel Iglesias · Kuba (CUB)                |
| Kisváltósúly                                            | Félix Díaz · Dominikai Köztársaság (DOM)        | Manat Buncsamnong · Thaiföld (THA)        | Alexis Vastine · Franciaország (FRA)        |
| Könnyűsúly                                              | Alekszej Tyiscsenko · Oroszország (RUS)         | Daouda Sow · Franciaország (FRA)          | Hracsik Dzsavahjan · Örményország (ARM)     |
| Könnyűsúly                                              | Alekszej Tyiscsenko · Oroszország (RUS)         | Daouda Sow · Franciaország (FRA)          | Yordenis Ugas · Kuba (CUB)                  |
| Pehelysúly                                              | Vaszil Lomacsenko · Ukrajna (UKR)               | Khédafi Djelkhir · Franciaország (FRA)    | Yakup Kılıç · Törökország (TUR)             |
| Pehelysúly                                              | Vaszil Lomacsenko · Ukrajna (UKR)               | Khédafi Djelkhir · Franciaország (FRA)    | Şahin İmranov · Azerbajdzsán (AZE)          |
| Harmatsúly                                              | Enhbatín Badar-Úgan · Mongólia (MGL)            | Yankiel León · Kuba (CUB)                 | Bruno Julie · Mauritius (MRI)               |
| Harmatsúly                                              | Enhbatín Badar-Úgan · Mongólia (MGL)            | Yankiel León · Kuba (CUB)                 | Veaceslav Gojan · Moldova (MDA)             |
| Légsúly                                                 | Szomcsit Csongcsoho · Thaiföld (THA)            | Andris Laffita · Kuba (CUB)               | Georgij Balaksin · Oroszország (RUS)        |
| Légsúly                                                 | Szomcsit Csongcsoho · Thaiföld (THA)            | Andris Laffita · Kuba (CUB)               | Vincenzo Picardi · Olaszország (ITA)        |
| Papírsúly                                               | Cou Si-ming (Zou Shiming) · Kína (CHN)          | Pürevdordzsín Szerdamba · Mongólia (MGL)  | Paddy Barnes · Írország (IRL)               |
| Papírsúly                                               | Cou Si-ming (Zou Shiming) · Kína (CHN)          | Pürevdordzsín Szerdamba · Mongólia (MGL)  | Yampier Hernández · Kuba (CUB)              |

## A kvalifikáltak kontinensek szerint
| súlycsoport              | Afrika | Ázsia | Európa | Amerika | Óceánia | plusz kvóta | Összesen |
| ------------------------ | ------ | ----- | ------ | ------- | ------- | ----------- | -------- |
| papírsúly (-48 kg)       | 6      | 6     | 8      | 6       | 1       | 1           | 28       |
| légsúly (48–51 kg)       | 6      | 6     | 8      | 6       | 1       | 1           | 28       |
| harmatsúly (51–54 kg)    | 6      | 6     | 8      | 6       | 1       | 1           | 28       |
| pehelysúly (54–57 kg)    | 6      | 6     | 8      | 6       | 1       | 1           | 28       |
| könnyűsúly (57–60 kg)    | 6      | 5     | 9      | 6       | 1       | 1           | 28       |
| kisváltósúly (60–64 kg)  | 6      | 5     | 9      | 6       | 1       | 1           | 28       |
| váltósúly (64–69 kg)     | 6      | 5     | 9      | 6       | 1       | 1           | 28       |
| középsúly (69–75 kg)     | 6      | 5     | 9      | 6       | 1       | 1           | 28       |
| félnehézsúly (75–81 kg)  | 6      | 5     | 9      | 6       | 1       | 1           | 28       |
| nehézsúly (81–91 kg)     | 3      | 2     | 7      | 3       | 1       | –           | 16       |
| szupernehézsúly (+91 kg) | 3      | 2     | 7      | 3       | 1       | –           | 16       |
| Összesen                 | 60     | 53    | 91     | 60      | 11      | 9           | 284      |

- Minden részt vevő ország súlycsoportonként csak egy versenyzőt indíthatott.
- A plusz kvótán felül (amelyek mind Ázsiának jutottak) a meghívók még két ökölvívó indulását engedélyezték.
- Hárman nem tudták hozni az előírt súlyukat (köztük az éremesélyes brit Frankie Gavin és az amerikai Gary Russell), így összesen 283 ökölvívó vett részt a küzdelmekben.
- Egyedül Oroszországnak sikerült mind a 11 súlycsoportban képviseltetni magát, Kazahsztán, Kína, Kuba és Marokkó 10, Franciaország és Ausztrália 9 versenyzőt kvalifikált.
- Negyeddöntők

A nyolcaddöntők után kialakult 88 fős mezőnyből a kubai válogatottnak 9, a kínaiaknak és a kazahoknak 6, a franciáknak 5, a thaiföldieknek, az oroszoknak és az ukránoknak 4-4 versenyzője maradt versenyben. A magyarok közül egyedül Szellő Imre jutott a negyeddöntőbe.
- Elődöntők

A negyeddöntők után kialakult 44 fős mezőnyből a kubai válogatottnak 8, a kínaiaknak 4, a briteknek, a franciáknak, az íreknek, az olaszoknak és az oroszoknak 3-3 versenyzője maradt versenyben.

### Magyar résztvevők
| Név             | Versenyszám  | Egyesület     |
| --------------- | ------------ | ------------- |
| Bedák Pál       | papírsúly    | Unio SC       |
| Kalucza Norbert | légsúly      | DVSC ÖK       |
| Varga Miklós    | könnyűsúly   | Harangi SE    |
| Káté Gyula      | kisváltósúly | MTK           |
| Szellő Imre     | félnehézsúly | Kecskeméti SC |